# خوانين غارسيا
خوانين غارسيا (بالإسبانية: Juanín García) مواليد 28 أغسطس 1977 في ليون، هو لاعب كرة يد إسباني. يلعب حاليا مع نادي لوغرونيو لكرة اليد. شارك في دورة الألعاب الأولمبية الصيفية سنة 2008. حقق المركز الأول في ألعاب البحر الأبيض المتوسط 2005.

## المسيرة الاحترافية
لعب مع أديمار ليون في الدوري الإسباني من سنة 1997 إلى 2005، ثم انضم إلى نادي برشلونة لكرة اليد من سنة 2005 إلى 2014، ثم لعب مع نادي لوغرونيو لكرة اليد في الدوري الإسباني في سنة 2014.

## سجل المنافسة
شارك في البطولات التالية:
- بطولة أوروبا لكرة اليد للرجال 2012

## الميداليات
| الميدالية | المسابقة                        |
| --------- | ------------------------------- |
| برونزية   | الألعاب الأولمبية الصيفية 2008  |
| ذهبية     | ألعاب البحر الأبيض المتوسط 2005 |

## روابط خارجية
- خوانين غارسيا على موقع الاتحاد الأوروبي لكرة اليد (الإنجليزية)
- خوانين غارسيا على موقع اللجنة الأولمبية الدولية (الإنجليزية)
- خوانين غارسيا على موقع أوليمبيديا (الإنجليزية)
- خوانين غارسيا على موقع اللجنة الأولمبية الإسبانية (الإسبانية)